# Oberea incompleta
Oberea incompleta là một loài bọ cánh cứng trong họ Cerambycidae.